# Condado de Taylor (Wisconsin)
El condado de Taylor (en inglés: Taylor County), fundado en 1875, es uno de 72 condados del estado estadounidense de Wisconsin. En el año 2000, el condado tenía una población de 19,680 habitantes y una densidad poblacional de 8 personas por km². La sede del condado es Medford. El condado recibe su nombre en honor a William Robert Taylor.

## Geografía
Según la Oficina del Censo, el condado tiene un área total de 2,549 km², de la cual 2,525 km² es tierra y 26 km² (0.98%) es agua.

### Condados adyacentes
- Condado de Price (norte)
- Condado de Lincoln (este)
- Condado de Marathon (sureste)
- Condado de Clark (sur)
- Condado de Chippewa (oeste)
- Condado de Rusk (noroeste)

## Demografía
| 1930   | 1970   | 1980   | 1990   | 2000   |
| ------ | ------ | ------ | ------ | ------ |
| 17.685 | 16.958 | 18.843 | 18.901 | 19.680 |

En el censo de 2000, había 19,680 personas, 7,529 hogares y 5,345 familias residiendo en el condado. La densidad poblacional era de 8 personas por km². En el 2000 había 8,595 unidades habitacionales en una densidad de 3 por km². La demografía del condado era de 98.71% blancos, 0,09% afroamericanos, 0.19% amerindios, 0.23% asiáticos, 0,0% isleños del Pacífico, 0.19% de otras razas y 0.59% de dos o más razas. 0.65% de la población era de origen hispano o latino de cualquier raza.

## Localidades

### Ciudades, villas y pueblos
| - Aurora - Browning - Chelsea - Cleveland - Deer Creek - Ford - Gilman - Goodrich - Greenwood | - Grover - Hammel - Holway - Jump River - Little Black - Lublin - Maplehurst - McKinley - Medford | - Medford - Molitor - Pershing - Rib Lake - Rib Lake - Roosevelt - Stetsonville - Taft - Westboro |

### Áreas no incorporadas
- Hannibal
- Jump River